# Ian Macpherson
James Ian Macpherson, 1. baron Strathcarron (ur. 14 maja 1880, zm. 14 sierpnia 1937) –  brytyjski prawnik i polityk, członek Partii Liberalnej, minister w drugim rządzie Davida Lloyda George’a.
Był synem Jamesa Macphersona z Inverness, sędziego pokoju. Nosił tytuł Radcy Króla. W latach 1911–1936 reprezentował w Izbie Gmin okręg wyborczy Ross and Cromarty. W 1916 został podsekretarzem stanu w Ministerstwie Wojny. W latach 1918–1919 był wiceministrem wojny oraz wiceprzewodniczący Rady Armii. Następnie został członkiem gabinetu jako główny sekretarz Irlandii. W latach 1920–1922 był ministrem emerytur. W 1931 poparł rząd narodowy.
W 1933 otrzymał tytuł barona. W 1936 został 1. baronem Strathcarron i zasiadł w Izbie Lordów. Zmarł rok później. Tytuł parowski odziedziczył jego syn, David.